# 小兽林王

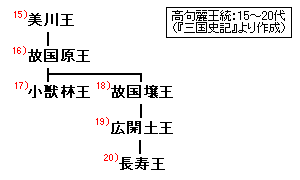
三国史记中的高句丽世系

小兽林王（？-384年，在位时间371-384年），名高丘夫，高句丽第17任君主。高句丽故国原王之子。
小兽林王355年被故国原王封为高句丽世子。371年，故国原王被百济近肖古王在战场上杀死后，小兽林王继位。
小兽林王在位期间加强了高句丽的中央集权，并立佛教为高句丽国教。 372年，小兽林王还建立起高句丽的儒家思想教育机构“太学”以教育贵族子弟。373年，他公布“律令”确认高句丽的法律。
372年、375年和376年，小兽林王攻打百济。378年高句丽受到北部契丹的袭击。384年，小兽林王去世，其弟伊连继位，即故国壤王。

## 家庭

### 子女

#### 女
| 前任： 故国原王 | 高句丽君主 372年-384年 | 繼任： 故国壤王 |